# BTS World: Original Soundtrack
BTS World (estilizado en mayúsculas) es el álbum de banda sonora para el juego móvil homónimo de Netmarble, interpretado por el grupo surcoreano BTS. Fue lanzado el 28 de junio de 2019. Cuenta con el sencillo principal «Dream Glow», una colaboración con la cantante británica Charli XCX, que se lanzó el 7 de junio de 2019. El segundo sencillo, «A Brand New Day» con la cantante sueca Zara Larsson, fue lanzado el 14 de junio. El tercer sencillo, «All Night» con el rapero americano Juice Wrld, fue lanzado el 21 de junio.

## Promoción
BTS anunció el lanzamiento de la banda sonora a través de sus redes sociales el 10 de junio de 2019, con enlaces a varios sitios de comercio electrónico coreano para su preventa.

## Lista de canciones
| BTS WORLD (Original Soundtrack) |                                             | |                          |          |  |
| N.º                             | Título                                      | Escritor(es)                                                                                           | Productor(es)            | Duración |  |
| 1.                              | «Heartbeat»                                 | "Hitman" Bang, Coyle Girelli, J-Hope, Jordan ”DJ Swivel”, Young, Lee Hyun, RM, Supreme Boi             | Jordan ”DJ Swivel” Young | 4:13     |  |
| 2.                              | «Dream Glow» (junto a Charli XCX)           | Charli XCX, Mikkel Errikson, Ryn Weaver, Tor Hermansen, 정바비 (Bobby Chung)                           | StarGate                 | 3:07     |  |
| 3.                              | «A Brand New Day» (junto a Zara Larsson)    | Alexander George, Edward Crossan, J-Hope, Max Wolfgang, Scott Quinn, Zara Larsson, 윤기타 (Yoonguitar) | Mura Masa                | 3:25     |  |
| 4.                              | «All Night» (junto a Juice WRLD)            | Juice WRLD, Marric Antonio Strobert, Powers Pleasant, RM, Suga                                         | Powers Pleasant          | 3:36     |  |
| 5.                              | «Captain (Namjun Theme)» (Instrumental)     | Kang Minkook, Brandon Jung                                                                             | Kang Minkook             | 3:19     |  |
| 6.                              | «Cake Waltz (Jimin Theme)» (Instrumental)   | Kang Minkook, Lim Hyunji                                                                               | Kang Minkook             | 3:44     |  |
| 7.                              | «Shine (Yunki Theme)» (Instrumental)        | Brandon Jung                                                                                           | Kang Minkook             | 3:52     |  |
| 8.                              | «Not Alone (Jeongguk Theme)» (Instrumental) | Kang Minkook, Lim Hyunji                                                                               | Kang Minkook             | 4:45     |  |
| 9.                              | «Friends (Hoseok Theme)» (Instrumental)     | Brandon Jung                                                                                           | Kang Minkook             | 3:30     |  |
| 10.                             | «Wish (Seok Jin Theme)» (Instrumental)      | Kang Minkook                                                                                           | Kang Minkook             | 3:57     |  |
| 11.                             | «Flying (Taehyung Theme)» (Instrumental)    | Skylar Nam                                                                                             | Kang Minkook             | 3:36     |  |
| 12.                             | «LaLaLa» (Interpretada por OKDAL)           | Kang Minkook, Jung Jichan                                                                              | Kang Minkook             | 3:11     |  |
| 13.                             | «You Are Here» (Interpretada por Lee Hyun)  | Kang Minkook, Jung Jichan                                                                              | Kang Minkook             | 3:36     |  |
| 14.                             | «You Are Here» (Instrumental)               | Kang Minkook, Jung Jichan                                                                              | Kang Minkook             | 3:36     |  |
| 50:27                           |                                             | |                          |          |  |